# Số đo ba vòng
Số đo 3 vòng hay Số đo vòng ngực/eo/hông hay số đo cơ thể là một phương pháp phổ biến dùng để chỉ định tỷ lệ cơ thể nhằm mục đích mặc vừa vặn với quần áo. Số đo này phù hợp với ba điểm uốn cong của hình dáng cơ thể phụ nữ. Nó cũng được sử dụng trong quảng cáo cá nhân của người phụ nữ hoặc trong các hồ sơ của họ trên Internet để biểu thị ngoại hình của họ. Trong phép đo này, ba kích cỡ là chu vi của vòng ngực, eo và hông; thường được hiển thị dưới dạng ba kích cỡ: xx – yy – zz tính bằng inch hoặc cm. Ba kích cỡ được sử dụng trong thời trang, và hầu như chỉ đề cập đến riêng người phụ nữ, những người mà so với nam giới vốn có vòng eo hẹp hơn so với ngực và hông.